# 曼丁戈人
曼丁戈人（Mandingo，一译曼丁哥人、蛮丁哥人），又称曼丁卡人（Mandinka）、曼丁加人（Mandinga）、马林克人（'Malinké，一译马林凯人）或马宁卡人（Maninka，一译曼宁卡人）等，是西非的一个民族集团，是曼德人的支系，主要分布在塞内加尔河、冈比亚河和尼日尔河上游及其各支流地区，主要涉及的国家有马里、几内亚、塞内加尔、冈比亚、科特迪瓦和几内亚比绍，在塞拉利昂、布基纳法索和毛里塔尼亚等国亦有居住。

## 语源
其民族名曼丁戈（Mandingo）或其它类似的形式均来自于mandenka，意为“曼德 (西非)地区的居民”，后缀的-ka表示“某地的居民”、“某某人”、“某某语”，曼德地区或称“曼登”，是曾经的马里帝国的核心区域。有时，西非其他使用曼德语族语言的一些民族也被称作“曼丁戈人”。

## 历史

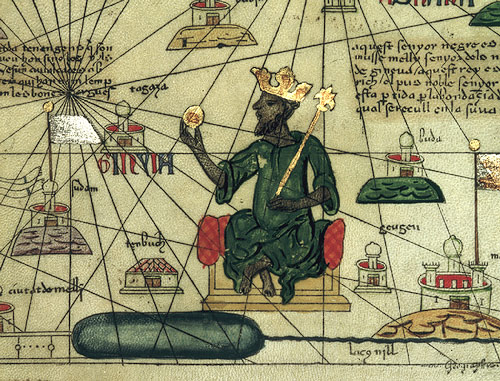
著名的马里帝国君主曼萨·穆萨，以前往麦加朝圣和赞助伊斯兰教学术而闻名。图中他举着天然金塊，该图是1375年的加泰隆尼亞地圖集的一部分

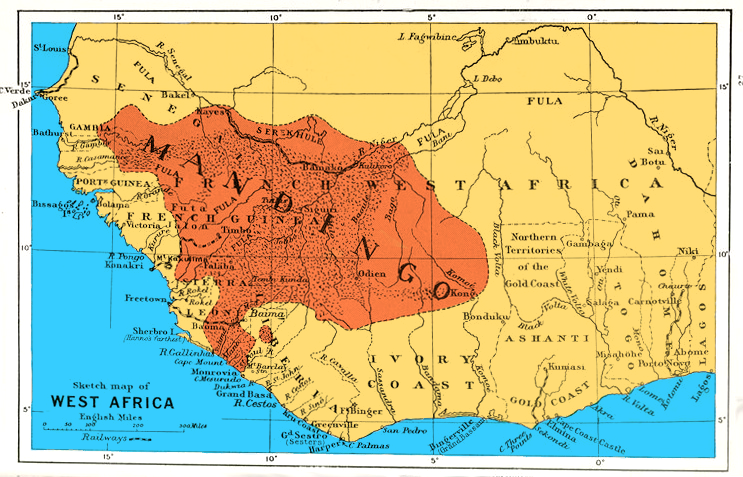
1906年西非区域曼丁戈人的分布

13世纪时，松迪亚塔联合了曼丁戈人的诸势力，于1235年在基里纳战役中击败苏苏人，建立了马里帝国。

## 语言
曼丁戈人主要使用曼德语族的曼丁戈语、曼寧卡語，有的也使用索宁克语。

## 宗教
目前，大部分曼丁戈人信仰伊斯兰教。但有些在综摄信仰伊斯兰教的同时也信仰非洲传统宗教。宗教领袖（marabout）会将写有《古兰经》经句或段落的纸片或纸条缝入皮革的袋子，作为护符使用。

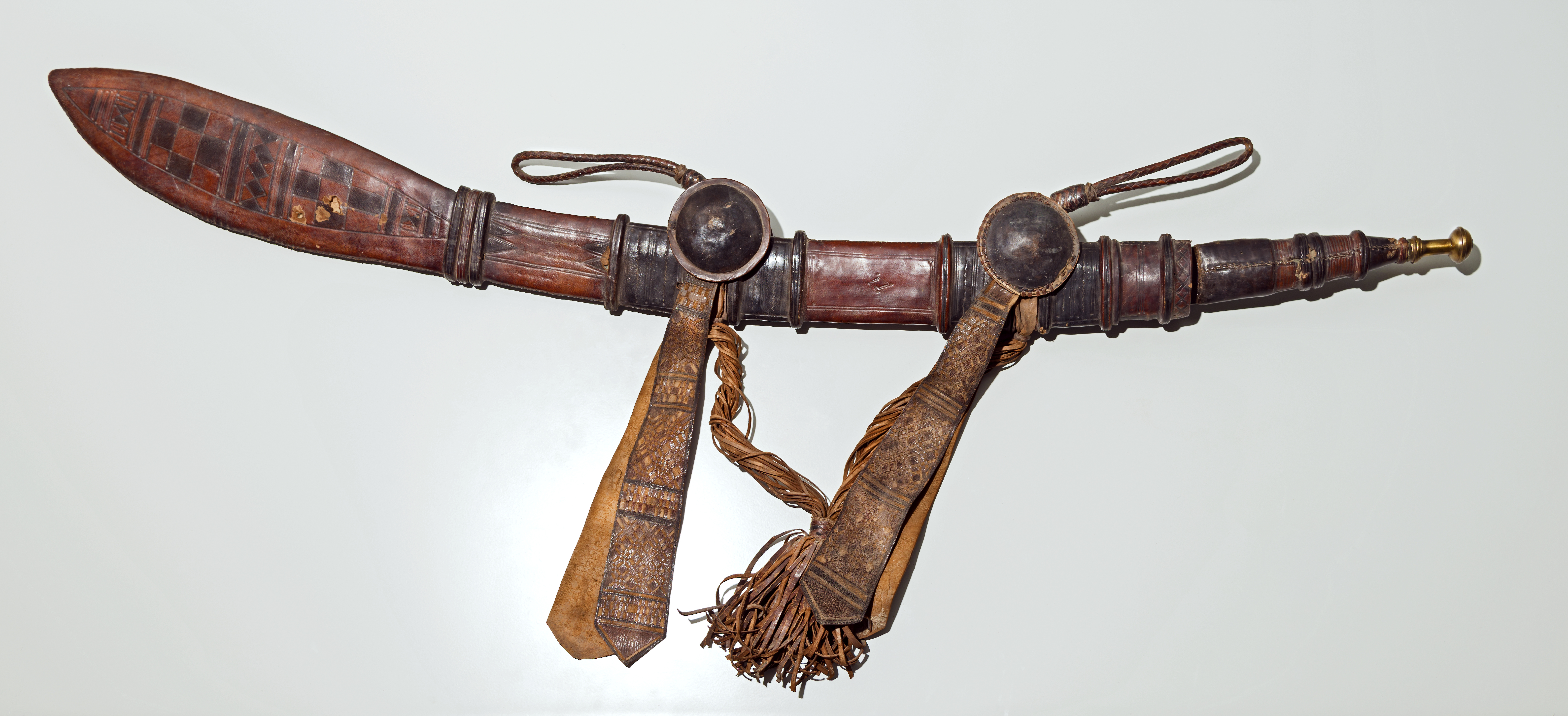
曼丁戈刀